# Botánica económica
La Botánica económica es una rama de la Botánica cuyo objeto de estudio son las plantas útiles al ser humano. Esta disciplina trata, entonces, la taxonomía, origen, domesticación, principales variedades, procesamiento, importancia de las plantas  histórica y otros temas relevantes de las plantas cultivadas o aquellas que son utilizadas de uno u otro modo por alguna comunidad humana. Otros puntos relevantes de la botánica económica son la sistemática y nomenclatura de las plantas cultivadas, la domesticación y mejoramiento de las angiospermas útiles, las plantas comestibles: cereales, otras fuentes de carbohidratos, leguminosas, verduras, frutas templadas y tropicales. Además, trata de las plantas con usos principalmente técnicos, tales como aquellas utilizadas para la extracción de aceites, gomas, fibras, maderas e, incluso, las plantas inferiores útiles. Asimismo, es un quehacer de la botánica económica estudiar las plantas que curan o matan, dan placer o molestia, como son las que proveen bebidas estimulantes y alcohólicas, las plantas medicinales (proveen drogas psicoactivas y venenos), las especias y perfumíferas, las plantas ornamentales, y, finalmente, la ingeniería con plantas y malezas.